# حصار عكا (1799)
حصار عكا عام 1799، كان محاولة غير ناجحة للجيش الفرنسي بقيادة نابليون بونابرت لحصار مدينة عكا، حيث نجح العثمانيون بمعاونة الاسطول الإنجليزي في هزيمة الجيش الفرنسي، وكانت نقطة تحول لغزو نابليون بونابرت لمصر والشام.

## خلفية تاريخية

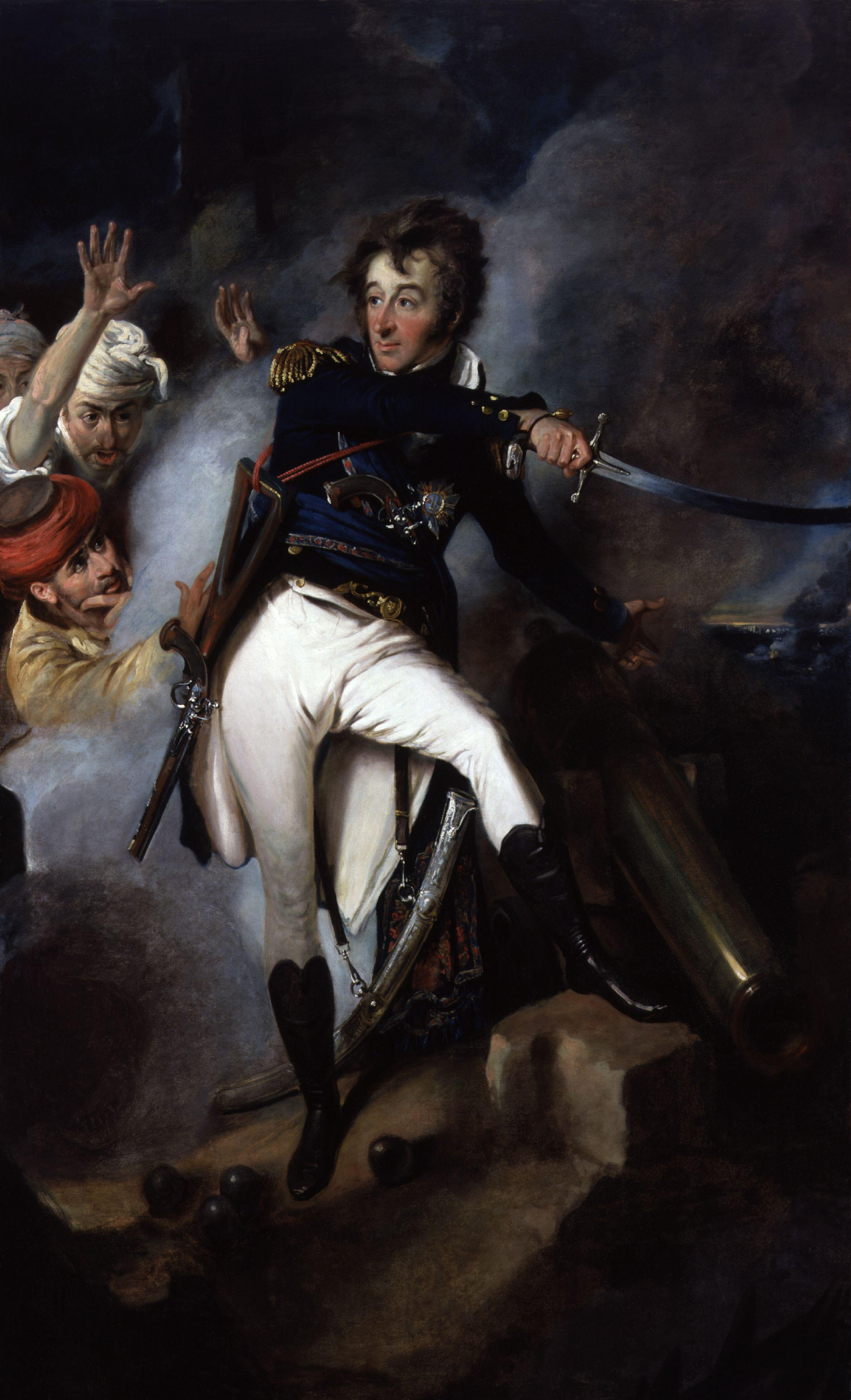
رسم يعكس وجة النظر البريطانية، حيث يظهر أن الدور الأساسي في حصار عكا للأميرال سميث والدور الثانوي للأتراك.

تمثل عكا موقع استراتيجي هام نظراً لموقعها المطل على الطريق بين مصر وسوريا، فأراد نابليون الاستيلاء على ميناء عكا بعد غزوه لمصر، وكان يأمل في تأجيج ثورة السوريين على حكم العثمانيين وتهديد الحكم البريطاني في الهند. ولكن بعد حصار يافا وارتكاب نابليون لمجازر على حامية يافا وسكانها كان الدافع وراء إستبسال حامية عكا في الدفاع عن مدينتهم من بطش بونابرت .

## الحصار
ضرب نابليون الحصار حول عكا في 20 مارس 1799م عن طريق المشاة فقط، اعتقد نابليون أن المدينة ستسقط بسهولة. في مراسلاته مع أحد ضباطه عبر عن اعتقاده بأنه خلال أسبوعين سيتمكن من إسقاط أهم النقاط في طريقه لغزو الأراضي المقدسة قبل التوجه إلى القدس.
ومع ذلك، رفض والي عكا أحمد باشا الجزار وقواته الاستسلام، وصمدت أمام الحصار لشهر ونصف. لعب حاييم فرحي، مستشار يهودي للجزار، وذراعه الأيمن، دوراً محورياً في الدفاع عن المدينة، وقاد بنفسه المعركة ضد الفرنسيين. قبلها غزا نابليون يافا، وقام الجنود الفرنسيين بهجوم وحشي على المدينة، وذُبح آلاف الأسرى الألبان على شاطئ البحر، قبل أن يتحرك الفرنسيون شمالاً. وكان أهالي عكا على علم بما جرى في يافا (الكثير منهم من الألبان).

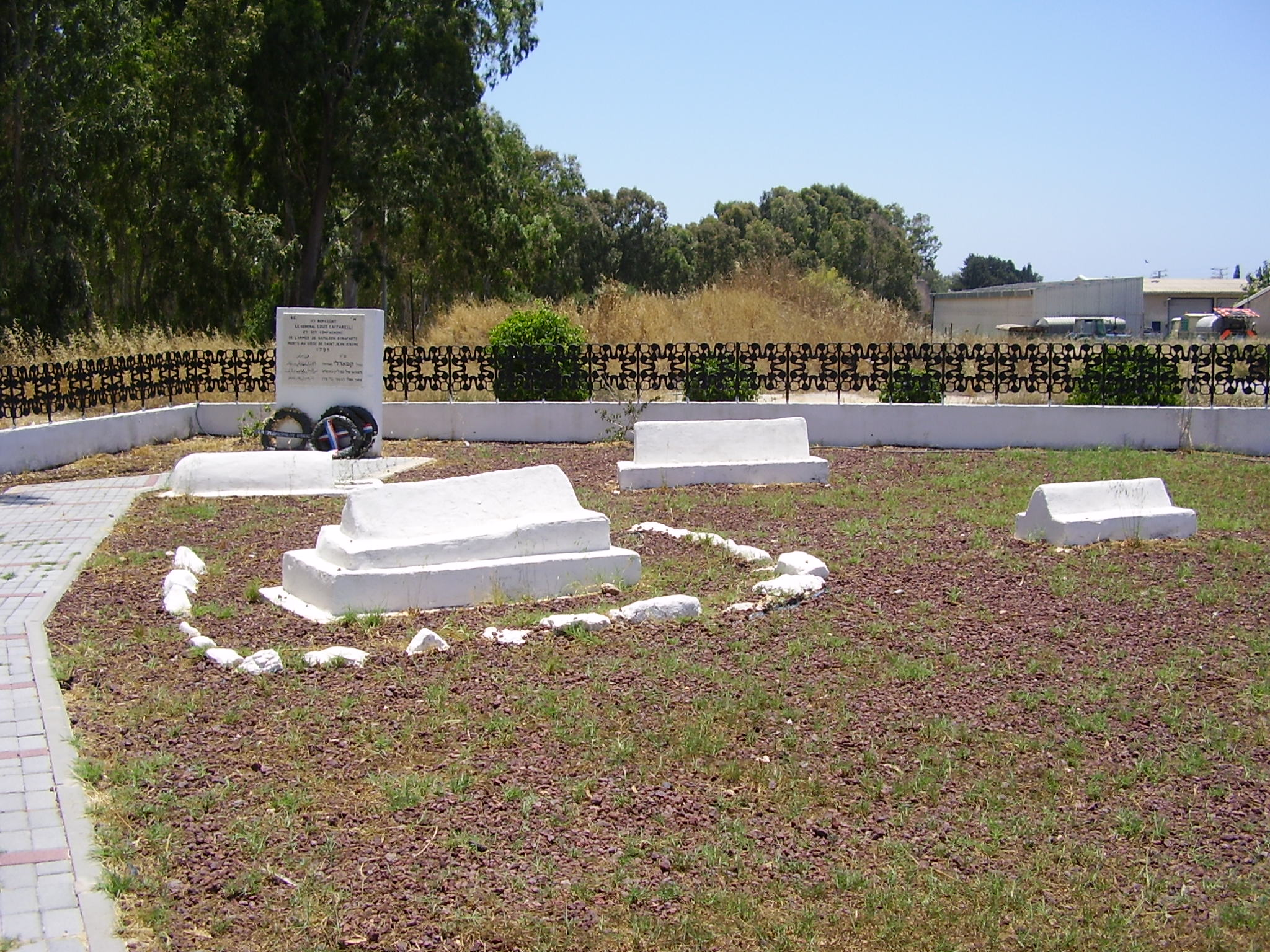
النصب التذكاري للجنود الفرنسيين

ساعد أسطول إنجليزي تابع للبحرية الملكية بقيادة وليام سيدني سميث في تعزيز الدفاعات العثمانية وأمد المدينة بمدافع إضافية يحرسها البحارة ومشاة البحرية. وذلك باستيلائه سميث قيادته في البحر على مدافع أرسلت على ظهر السفن الفرنسية من مصر لقصف الطريق الساحلي من يافا. قام خبير المدفعية أنطوان دفليپو، بنقل قطع المدفعية الفرنسية إلى حامية عكا وأشرف على تدريب رجال الحامية لإستخدام تلك المدافع ضد الجيش الفرنسي.
وبعد حصار دام شهرين لم ينجح نابليون بونابرت في اختراق أسوار المدينة وخاصة عقب فشله في الهجوم الأخير في 10 مايو، قرر نابليون رفع الحصار في 21 مايو 1799م، وإنسحب إلى مصر.

## ذكراه
في عكا المعاصرة، يوجد التل الذي عسكر عليه نابليون، جنوب شرق أسوار عكا، ويوجد في عكا أيضاً شارع نابليون بونابرت.